# Peter Carruthers
Peter W. Carruthers (Boston, 22 luglio 1959) è un ex pattinatore artistico su ghiaccio statunitense, specializzato nel pattinaggio artistico su ghiaccio a coppie.

## Palmarès
Coppie con Kitty Carruthers
| Internazionali            | Internazionali | Internazionali | Internazionali | Internazionali | Internazionali | Internazionali |
| Evento                    | 1978–79        | 1979–80        | 1980–81        | 1981–82        | 1982–83        | 1983–84        |
| ------------------------- | -------------- | -------------- | -------------- | -------------- | -------------- | -------------- |
| Giochi olimpici invernali |                | 5°             |                |                |                | 2°             |
| Campionati mondiali       |                | 7°             | 5°             | 3°             | 4°             |                |
| Skate America             |                | 2°             |                | 2°             |                | 1°             |
| NHK Trophy                |                |                |                | 1°             |                |                |
| Nebelhorn Trophy          |                | 1°             |                |                |                |                |
| St. Gervais               |                | 1°             |                |                |                |                |
| Nazionali                 |                |                |                |                |                |                |
| Campionati statunitensi   | ?              | 2°             | 1°             | 1°             | 1°             | 1°             |